# Турвальдс, Нильс
Нильс Турвальдс (швед. Nils Torvalds; род. 7 августа 1945, Экенес, Финляндия) — финский журналист и политик шведского происхождения, депутат Европарламента от Финляндии (с 2012), заместитель председателя Шведской народной партии (2007—2011).

## Биография
С 1982 года работал в качестве журналиста шведоязычного канала YLE FST5. Был корреспондентом в Москве и Вашингтоне.

### Политическая карьера
С 1960-х годов, будучи студентом колледжа, начал активно сотрудничать с Коммунистической партией Финляндии и был выбран в её центральный комитет, но позднее оставил это движение.
С 2007 по 2011 годы — заместитель председателя Шведской народной партии.
С 5 июля 2012 года назначен депутатом Европарламента от Финляндии. Он сменил Карла Хаглунда на посту заместителя председателя комиссии по вопросам рыболовства Европарламента, а также занял пост заместителя члена комиссий по вопросам бюджета и экономики.
По его инициативе 21 марта 2013 года заседание Саамского парламента Финляндии в полном составе состоялось в Брюсселе, куда Нильс Турвальдс пригласил депутатов для ознакомления с системой поддержки Европейским союзом национальных меньшинств.
Кандидат в президенты Финляндии на выборах 2018 года, в которых занял 8-е место, набрав 1,5 % голосов.

## Семья
- Отец — Уле Турвальдс[фин.] (1916—1995), финский писатель и поэт
- Сын — Линус Торвальдс (р. 1969), финский программист